# O Cesare o nulla
O Cesare o nulla è un romanzo di Manuel Vázquez Montalbán del 1998. 
Si tratta di un romanzo storico che tratteggia l'inizio dell'era moderna tramite le complicate vicende della famiglia Borgia. Oltre agli esponenti della controversa famiglia italo-spagnola si trovano come voci narranti personaggi reali come Machiavelli, colui che vedeva in Cesare Borgia il principe ideale.

## Edizioni
- Manuel Vázquez Montalbán, O Cesare o nulla, Frassinelli, 1998,  pp. 384, ISBN 978-8876845376.